# Magellanscher Strom

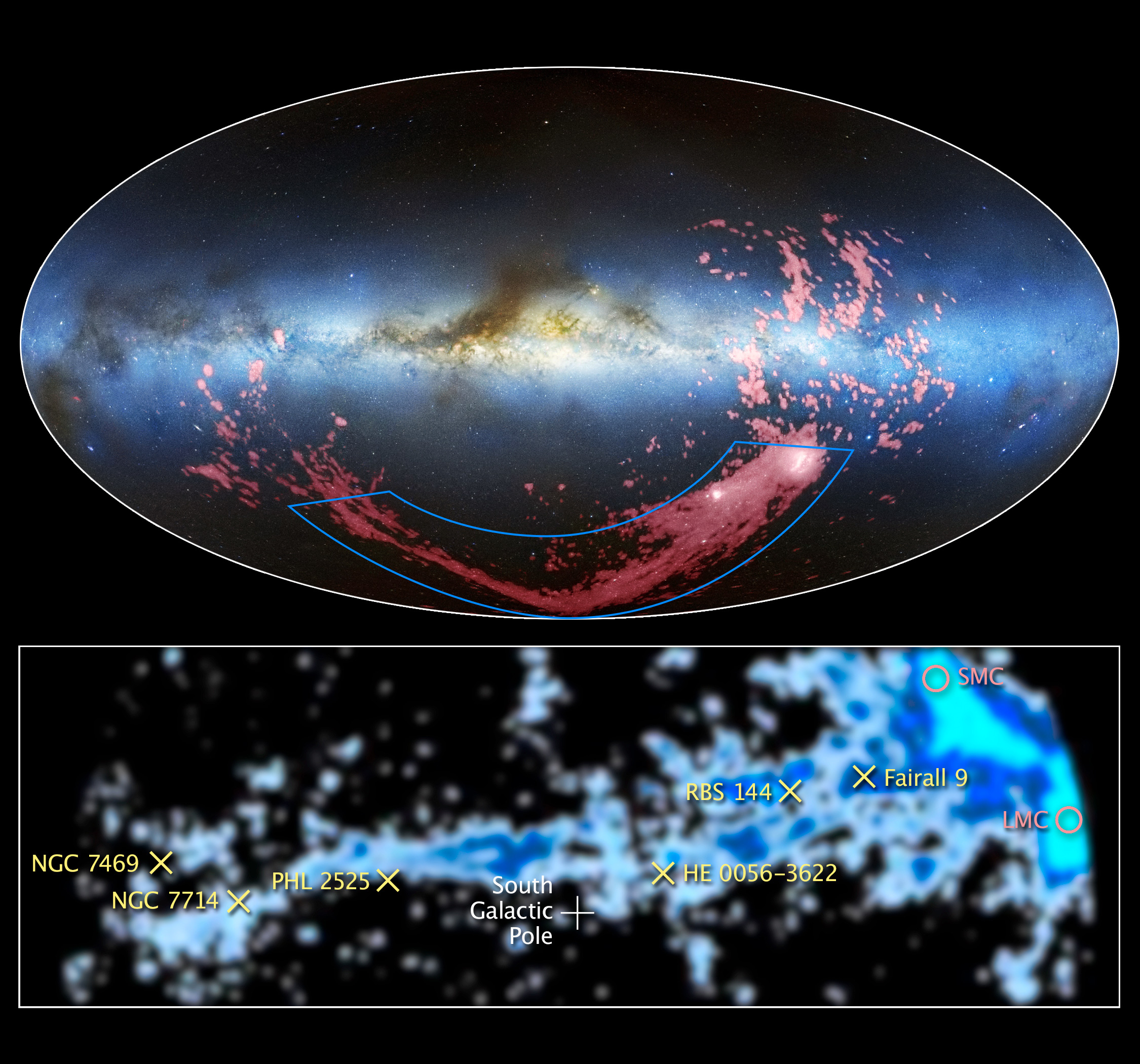
Der Magellansche Strom und die Magellanschen Wolken

Der Magellansche Strom ist eine Hochgeschwindigkeitswolke aus neutralem Wasserstoff, welche die beiden Zwerggalaxien der Magellanschen Wolken und die Milchstraße miteinander verbindet. Entsprechend groß ist mit rund 100° seine Ausdehnung am Himmel. Seine Masse wird auf 1,24 × 108 Sonnenmassen geschätzt.
Seine Entstehung ist noch nicht vollständig verstanden. Es wird einerseits vermutet, dass das gemeinsame Band der drei Galaxien auf gravitative Wechselwirkungen zurückzuführen ist. Andererseits lassen neuere Erkenntnisse darauf schließen, dass es sich bei Hochgeschwindigkeitswolken um Überreste von Galaxien auf ihrer Bahn handelt. 
Ein ähnliches Phänomen ist der Sagittarius-Strom. 